# Amila
Amila är en ort i Mexiko.   Den ligger i kommunen Teziutlán och delstaten Puebla, i den sydöstra delen av landet, 190 km öster om huvudstaden Mexico City. Amila ligger 1 632 meter över havet och antalet invånare är 129.
Terrängen runt Amila är kuperad åt sydost, men åt nordväst är den bergig. Runt Amila är det tätbefolkat, med 343 invånare per kvadratkilometer. Närmaste större samhälle är Teziutlan, 7,0 km söder om Amila. Omgivningarna runt Amila är en mosaik av jordbruksmark och naturlig växtlighet.